# Prinz-Bernhard-Springaffe
Der Prinz-Bernhard-Springaffe (Plecturocebus bernhardi, Syn.: Callicebus bernhardi) ist eine Primatenart aus der Unterfamilie der Springaffen innerhalb der Familie der Sakiaffen (Pitheciidae). Die Art wurde 2002 beschrieben, der Name ehrt den niederländischen Prinz Bernhard, den Gründungspräsidenten des WWF.

## Merkmale
Prinz-Bernhard-Springaffen sind wie alle Springaffen relativ kleine Primaten mit dichtem Fell. Sie erreichen eine Länge von 36 bis 37 Zentimetern, der Schwanz ist mit 55 Zentimetern deutlich länger. Das Gewicht zweier gewogener Exemplare betrug 0,7 und 1,2 Kilogramm. Das Fell ist an der Oberseite und den Flanken überwiegend grau gefärbt, der Rücken kann ins Bräunliche gehen, der Bauch und die Innenseiten der Gliedmaßen kontrastieren mit einer orangeroten Färbung stark. Auffällig sind die langen, orangegefärbten, bartähnlichen Haare an den Wangen. Der Schwanz ist sehr buschig und schwarz gefärbt, er kann wie bei allen Springaffen nicht als Greifschwanz verwendet werden.

## Verbreitung und Lebensraum

Verbreitungsgebiet im südlichen Amazonasbecken

Prinz-Bernhard-Springaffen kommen nur im Amazonasbecken in Brasilien vor. Ihr Verbreitungsgebiet wird im Westen vom Rio Madeira und im Osten vom Rio Aripuanã begrenzt. Ihr Lebensraum sind Wälder, sie kommen dabei in verschiedenen Waldtypen vor.

## Lebensweise
Die Lebensweise der Prinz-Bernhard-Springaffen ist kaum bekannt, sie dürfte mit der der übrigen Springaffen übereinstimmen. Springaffen sind tagaktive Baumbewohner, die sich entweder auf allen vieren oder mit Sprüngen durch das Geäst bewegen. Sie leben in Familiengruppen, die sich aus einem langjährig monogamen Paar und dem gemeinsamen Nachwuchs zusammensetzen. Sie sind territorial, mit gemeinsamen Duettgesängen weisen die Paare andere Tiere auf das eigene Revier hin.
Ihre Nahrung besteht in erster Linie aus Früchten. In geringerem Ausmaß nehmen sie auch Blätter und möglicherweise Insekten zu sich. Wie bei allen Springaffen dürfte sich der Vater intensiv an der Aufzucht der Jungen beteiligen, er ist der hauptsächliche Träger und übergibt das Kind der Mutter nur zum Säugen.

## Gefährdung
Prinz-Bernhard-Springaffen leben in einem dünn besiedelten, von Menschen relativ unberührten Gebiet. Sie zählen darum laut IUCN nicht zu den bedrohten Arten.